# ユップ・ハインケス
ユップ・ハインケス（Josef "Jupp" Heynckes、1945年5月9日 - ）は、ドイツ・メンヒェングラートバッハ出身の元サッカー選手、サッカー指導者。元西ドイツ代表。現役時代のポジションはフォワード。

## 経歴

### 選手時代
ボルシア・メンヒェングラートバッハのエースストライカーとして活躍。クラブのブンデスリーガ三連覇（通算では4度の優勝)等、数々の栄光に関わると共に、ブンデスリーガ通算385試合出場220得点を記録した。得点記録はブンデスリーガ歴代3位の成績である。またヨーロッパのカップ戦では64試合に出場し51得点（1試合平均0.80得点）を上げた。これはゲルト・ミュラー、エウゼビオに次ぐ3位の成績であり、UEFA3大タイトル（UEFAチャンピオンズカップ、UEFAカップ、UEFAカップウィナーズカップ）の全てで得点王になっている。1974-75年シーズン、UEFAカップ決勝のFCトゥウェンテとの第2戦で3得点を挙げて勝利に貢献した。1976-77年シーズン、UEFAチャンピオンズカップ決勝に進出したが、リヴァプールFCに敗れ準優勝。
西ドイツ代表としてユーロ72、西ドイツW杯でそれぞれ優勝を経験、西ドイツW杯では2試合に出場した。同時期にゲルト・ミュラーが代表でプレーしていたこともあり、通算39試合の出場に留まった。

### 監督時代
引退後は指導者の道へ進み、アシスタントコーチから古巣のボルシアMGで監督を8年間務めた後、バイエルン・ミュンヘンの監督に就任。2度のリーグ優勝を果たした。1990年代にはスペインのクラブを指揮するようになり、アスレティック・ビルバオやCDテネリフェの監督を務めた。この実績が認められ1997年にはレアル・マドリードの監督に就任し、レアル・マドリードにとって32年ぶりとなるUEFAチャンピオンズリーグ制覇に導いた。しかしリーグ戦では4位と結果を残せず1シーズンで退任した。
2009年4月27日、成績不振によりバイエルン・ミュンヘンの監督を解任されたユルゲン・クリンスマンの後任として残り5試合を暫定的に指揮を執った。2009-10シーズンからバイエル・レバークーゼンの監督となったが、2011年夏から再びバイエルン・ミュンヘンの監督に就任することが決まった。2011-12シーズンは国内リーグ2位、DFBポカール準優勝、UEFAチャンピオンズリーグ準優勝という準3冠という成績になった。2012-13シーズン、リーグではブンデスリーガ最速優勝を決めると、UEFAチャンピオンズリーグでもバイエルンを12シーズンぶりのヨーロッパ制覇に導き、史上4人目となる複数のクラブでのCL制覇を達成した。さらに、DFBポカールでも3年ぶりに優勝し、ドイツのクラブとしても監督としても史上初の3冠（トレブル）をもたらした。2013年6月16日、監督業からの引退を発表。
2017年10月6日、成績不振により解任されたカルロ・アンチェロッティの後任として三たびバイエルン・ミュンヘンの監督に就任することが決まり、チームをブンデスリーガ優勝に導いたが、UEFAチャンピオンズリーグでは準決勝でレアル・マドリードに2戦合計で1ゴール差で敗れ、決勝進出はならなかった。またDFBポカール決勝ではフランクフルトに敗れた。再び監督業から引退した。

## 監督成績
| クラブ                             | 就任          | 退任          | 記録  | 記録 | 記録 | 記録 | 記録  | 記録  | 記録   | 記録   |
| クラブ                             | 就任          | 退任          | 試合  | 勝   | 分   | 負   | 得点  | 失点  | 得失点 | 勝率 % |
| ---------------------------------- | ------------- | ------------- | ----- | ---- | ---- | ---- | ----- | ----- | ------ | ------ |
| ボルシア・メンヒェングラートバッハ | 1979年7月1日  | 1987年6月30日 | 343   | 169  | 77   | 97   | 731   | 509   | +222   | 049.27 |
| バイエルン・ミュンヘン             | 1987年7月1日  | 1991年10月8日 | 198   | 114  | 46   | 38   | 419   | 216   | +203   | 057.58 |
| アスレティック・ビルバオ           | 1992年7月1日  | 1994年6月30日 | 90    | 39   | 21   | 30   | 136   | 113   | +23    | 043.33 |
| アイントラハト・フランクフルト     | 1994年7月1日  | 1995年4月2日  | 34    | 12   | 9    | 13   | 47    | 49    | −2     | 035.29 |
| CDテネリフェ                       | 1995年7月1日  | 1997年6月26日 | 54    | 20   | 13   | 21   | 86    | 73    | +13    | 037.04 |
| レアル・マドリード                 | 1997年6月26日 | 1998年5月28日 | 53    | 26   | 15   | 12   | 92    | 55    | +37    | 049.06 |
| SLベンフィカ                       | 1999年7月1日  | 2000年9月20日 | 48    | 27   | 8    | 13   | 83    | 58    | +25    | 056.25 |
| アスレティック・ビルバオ           | 2001年7月1日  | 2003年6月17日 | 86    | 36   | 22   | 28   | 135   | 139   | −4     | 041.86 |
| シャルケ04                         | 2003年6月17日 | 2004年9月15日 | 51    | 24   | 12   | 15   | 82    | 63    | +19    | 047.06 |
| ボルシア・メンヒェングラートバッハ | 2006年7月1日  | 2007年1月31日 | 21    | 5    | 4    | 12   | 19    | 29    | −10    | 023.81 |
| バイエルン・ミュンヘン             | 2009年4月28日 | 2009年6月5日  | 5     | 4    | 1    | 0    | 12    | 5     | +7     | 080.00 |
| バイエル・レバークーゼン           | 2009年6月5日  | 2011年6月30日 | 84    | 44   | 26   | 14   | 166   | 94    | +72    | 052.38 |
| バイエルン・ミュンヘン             | 2011年7月1日  | 2013年6月26日 | 109   | 83   | 12   | 14   | 272   | 73    | +199   | 076.15 |
| バイエルン・ミュンヘン             | 2017年10月9日 | 2018年6月30日 | 42    | 33   | 4    | 5    | 115   | 37    | +78    | 078.57 |
| 合計                               | 合計          | 合計          | 1,218 | 636  | 270  | 312  | 2,395 | 1,513 | +882   | 052.22 |

## タイトル

### 選手時代
- ブンデスリーガ 4回 （1970-71, 1974-75, 1975-76, 1976-77）
- DFBポカール 1回 （1972-73）
- UEFAカップ 1回 （1974-75）
- UEFA欧州選手権1972
- 1974 FIFAワールドカップ

個人
- UEFAチャンピオンズカップ得点王 1976（6ゴール）
- UEFAカップ得点王 1973 （12ゴール）, 1975（10ゴール）
- UEFAカップウィナーズカップ得点王 1974（8ゴール）
- ブンデスリーガ得点王 1974（30ゴール）, 1975（27ゴール）

### 監督時代
バイエルン・ミュンヘン
- UEFAチャンピオンズリーグ 1回（2012-13）
- ブンデスリーガ 4回（1988-89, 1989-90, 2012-13, 2017-18）
- DFBポカール 1回（2012-13）
- DFLスーパーカップ 3回（1987, 1990, 2012）

レアル・マドリード
- スーペルコパ・デ・エスパーニャ 1回（1997）
- UEFAチャンピオンズリーグ 1回（1997-98）

シャルケ04
- UEFAインタートトカップ 2回（2003, 2004）